# Marco Zuccarini
Marco Zuccarini (Milano, 20 maggio 1953) è un direttore d'orchestra italiano.

## Biografia
Diplomato in pianoforte e clarinetto a Milano, si è perfezionato in musica da camera all'Accademia Nazionale di Santa Cecilia. Dal 1989 si è dedicato interamente alla direzione d'orchestra.
Ha collaborato con diverse orchestre italiane, tra cui quella del Teatro Lirico di Cagliari, dove ha diretto la prima assoluta di Notti Sylvane di Sylvano Bussotti, e quella de I Pomeriggi Musicali di Milano, con la prima Italiana del Der Dämon di Paul Hindemith. Nel 1996 ha diretto il complesso dei Solisti Aquilani per la prima italiana, tenuta a Pescara, della María de Buenos Aires di Astor Piazzolla.
È stato Direttore principale dell'Istituzione Sinfonica Abruzzese dal 1992 al 2000.
La sua carriera si è sviluppata poi in Australia, dove tra il 1998 e il 2007 ha diretto tutte le maggiori orchestre, da Sydney a Melbourne, Perth, Auckland, Vittoria.
Nel 1990 ha contribuito alla fondazione dell'Orchestra del Teatro Olimpico di Vicenza, di cui è stato direttore principale per tre anni realizzando la prima ripresa in tempi moderni de Le Nozze di Galuppi e collaborando con solisti quali Astor Piazzolla, Alexander Lonquich e Maria Tipo, con la quale ha registrato il Primo ed il Quarto Concerto per pianoforte di Beethoven per la RAI.
Tornato all'insegnamento, dal 2015 al 2020 è stato direttore del Conservatorio di Torino.

## Discografia
- Gaspare Spontini: Notturno Concertato; Giuseppe Cambini: Concerto n. 4 per flauto, oboe ed orchestra; Sinfonie concertanti n. 1 e 3 per flauto, oboe e orchestra; Massimo Mercelli flauto, Paolo Pollastri oboe; Symphonia Perusina, Bongiovanni 1995
- Giovanni Bottesini: Concerto in Si minore per contrabbasso e orchestra; Concerto in Fa diesis minore per contrabbasso e orchestra; Gran duo concertante per violino, contrabbasso e orchestra; P.I Tchaikovsky: Variazioni su un tema rococò (versione per contrabbasso e orchestra); Ovidiu Badila contrabbasso; Ken-Yuen Tseng violino; I Pomeriggi Musicali di Milano, Dynamic, 1998
- Ludwig van Beethoven: Concerto n. 5 "Imperatore" per pianoforte e orchestra; Boris Petrushansky pianoforte, Orchestra Sinfonica Abruzzese (live recording per "il Centro"-Abruzzo) 1998;
- Ferruccio Busoni: Concerto per pianoforte e archi op.17; Konzertstuke op. 312 per pianoforte e Orchestra; Indian Fantasie op. 44 per pianoforte e Orchestra; Carlo Grante pianoforte, I Pomeriggi Musicali di Milano, Music and Arts, 1999
- Vivaldi, Rolla, Mayr, Lizio, Italian Bassoon Concertos. Paolo Carlini, Accademia I Filarmonici diretta da Marco Zuccarini; Bongiovanni, 2001;

1. Alessandro Rolla, Concerto per fagotto e orchestra;
2. Johann Simon Mayr, Concerto per fagotto e orchestra;
3. Ferdinando Lizio, Concerto per fagotto, orchestra d'archi e basso continuo, in Do maggiore;
4. Antonio Vivaldi, Concerto per fagotto, archi e continuo, in Do maggiore (RV 468);
5. Ferdinando Lizio, Concerto per fagotto, violini e basso continuo, in Si bemolle maggiore;

- Giovanni Paisiello: La Serva Padrona Tiziano Bracci, Gabriella Colecchia, Gianni Salvo, Orchestra del Teatro Bellini di Catania, Bongiovanni, 2006
- Ermanno Wolf-Ferrari: Serenata per archi; Concerto per violino e orchestra op. 26; Laura Marzadori violino, Home Orchestra Città di Ferrara, Tactus, 2013;
- Leone Sinigaglia, Romanza e Humoresque per violoncello e orchestra; Concerto per violino e orchestra in La maggiore Op. 20; Regenlied (da Due Pezzi Caratteristici per orchestra d'archi Op. 35: N. 1): violoncello Fernando Caida Greco, violino Laura Marzadori, Orchestra Città di Ferrara diretta da Marco Zuccarini, Tactus, 2018;
- Music for the National Parks of Abruzzo: Orchestra Sinfonica Abruzzese, (live recording per "il Centro"-Abruzzo);

1. Ludwig van Beethoven: Sinfonia n. 6 "Pastorale";
2. Claude Debussy: Prélude à l'après-midi d'un faune;
3. Amilcare Ponchielli: Danza delle ore dall'opera La Gioconda;
4. Wolfgang Amadeus Mozart: Ouverture da Le nozze di Figaro;